# Bradyleberis
Bradyleberis is een geslacht van kreeftachtigen uit de klasse van de Ostracoda (mosselkreeftjes).

## Soort
- Bradyleberis cristatella (Brady, 1880) Howe & Mckenzie, 1989